# Anthurium coloradense
Anthurium coloradense är en kallaväxtart som beskrevs av Thomas Bernard Croat. Anthurium coloradense ingår i släktet Anthurium och familjen kallaväxter. Inga underarter finns listade.